# Christine Delphy
Christine Delphy (París, 1941) es una socióloga francesa, escritora y teórica. Fue cofundadora del Movimiento de Liberación de las Mujeres en 1970 y de las revistas Questions féministes (1977-80, Cuestiones feministas) y, junto a Simone de Beauvoir, Nouvelles Questions féministes (de 1980 a la actualidad, Nuevas cuestiones feministas).
Delphy es investigadora y militante feminista, pionera de la segunda ola del movimiento feminista en Francia y autora de importantes análisis sobre las desigualdades de género. Es reconocida como una de las principales arquitectas del pensamiento feminista contemporáneo, fundadora de la corriente teórica del feminismo materialista.
Pionera en Francia en los análisis sobre la articulación de las desigualdades provocadas por el sexismo, el clasismo y el racismo, sus aportaciones se asemejan a los estudios post-coloniales, siendo también próximas al interaccionismo simbólico. En la actualidad mantiene su activismo feminista y sus opiniones sobre la guerra, el velo islámico, la situación de la población musulmana en Francia generan controversia.

## Biografía
Nació en París. Sus padres regentaban una farmacia local. En el documental "Je ne suis pas feministe, mais... "  Delphy describe su temprana conciencia feminista observando a sus padres: ambos trabajaban en la farmacia pero a su regreso a casa su padre ponía los pies en alto para descansar y leer el periódico mientras su madre hacía la comida del mediodía y después ambos retornaban a la farmacia.
Es Doctora en Sociología por la Universidad de Quebec (1998) y trabaja desde 1966 en el CNRS (Centro nacional de la investigación científica) en París, donde actualmente es directora de investigación emérita. 
Junto con su trabajo de investigación, Christine Delphy ha contribuido al desarrollo de los estudios feministas. En 1977 cofundó con cuatro investigadoras y Simone de Beauvoir la revista Questions féministes, la primera revista de este tipo en Francia y una de las primeras en Europa. En 1981 la publicación se refundó como Nouvelles Questions féministes  que todavía se edita en la actualidad (2015) gozando de un importante prestigio a nivel internacional. Después del fallecimiento de Simone De Beauvoir, Christine Delphy asumió la dirección de la publicación y fue también directora del comité de redacción, cargo que hoy en día comparte con Patricia Roux, profesora de estudios de género en la Universidad de Lausana. 
Se ha reconocido públicamente lesbiana y fue miembro activista de las Gouines rouges.
En 2015 se estrena el documental "Je ne suis feministe, mais... " que recorre entrelaza la vida de la socióloga con la historia del feminismo francés de su época.

### Feminismo materialista
La originalidad y el interés de su obra residen en su análisis socioeconómico del patriarcado, demostrando que las desigualdades persistentes entre mujeres y hombres en el mercado de trabajo se apoyan sobre la explotación del trabajo doméstico de las mujeres, tesis que recoge principalmente L’Ennemi principal. Economie politique du patriarcat (1998).
A partir de la sociología rural y de los estudios de terreno sobre la transmisión del patrimonio, Christine Delphy evolucionó hacia la sociología de la familia. Para la autora, la familia es una estructura económica, no solo en lo que concierne la transmisión –la herencia y la sucesión- sino también en lo que concierne la producción. Ha elaborado el concepto de modo de producción doméstico, una innovación teórica que ha sido argumentada a través de decenas de artículos y numerosos libros, concepto utilizado hoy en día de manera habitual en la sociología de la familia. 
Otra aportación científica importante recogida en L’Ennemi principal. Penser le genre (2001), es su análisis del concepto de género. Desde principios de los años 1980 argumenta que el “género precede el sexo”, es decir, que son la jerarquía y las relaciones de poder las que inducen a la división sexual de la sociedad, y no a la inversa. 
Los trabajos de Christine Delphy se enmarcan dentro de las corrientes sociológicas constructivistas, y por lo tanto se contraponen a las teorías del feminismo de la diferencia. Delphy teoriza el género como una construcción social inscrita en las estructuras sociales, y entiende así el funcionamiento social en términos de sistema, alejándose de las corrientes postestructuralistas en las cuales se enmarca la teoría queer, que explica el género esencialmente a partir de su aspecto performativo y discursivo.

## Obra
Desde finales de los años 1970 su trabajo se difundió en Gran Bretaña, Estados Unidos y en Francia y sus obras se han traducido en varios idiomas: inglés, español, griego, turco, japonés, italiano y alemán.
Sus cuatro primeros libros se publicaron en inglés y español: “The main enemy” (Londres) (1977); “Por un feminismo materialista. El enemigo principal y otros textos” (La Sal-Cuadernos Inacabados 2-3, Barcelona) (1982); “Close to home” (University of Massachusetts) (1984); “Familiar Exploitation: A new analysis of marriage in contemporary western societies” (Oxford Polity Press) (1992).
Además Delphy ha escrito más de setenta artículos en revistas científicas y en libros colectivos, así como muchos artículos de vulgarización en periódicos y revistas políticas, como Politis o Le Monde Diplomatique. Entre las numerosas publicaciones colectivas en las que ha participado cabe resaltar “Mujeres: ciencia y práctica política”  (1985) con Celia Amorós, Lourdes Benería, Hilary Rose y Verena Stolcke.
En 1999 organizó el congreso internacional en París: “El Cincuentenario de El segundo sexo” para celebrar la publicación de este libro que fundó la segunda ola del feminismo. Se reunieron investigadoras y universitarias feministas de 37 países diferentes, y este evento dio lugar a la publicación de una película ("Des fleurs pour Simone De Beauvoir", 2007, dirigido por Carole Roussopoulos y Arlène Shale) y de un libro: “Le Cinquantenaire du Deuxième sexe”, coordinado junto con la historiadora Sylvie Chaperon.
Su libro, “Classer, dominer. Qui sont les “autres”?” publicado en octubre de 2008, es una antología de artículos, ponencias e intervenciones presentadas durante diez años dónde denuncia de manera implacable el aumento del racismo y la islamofobia, desenmascarando, entre otras injusticias, la impostura de “una guerra para liberar a las mujeres afganas” o la exclusión de las jóvenes musulmanas del sistema educativo en Francia. 

## Activismo
Delphy participó en 1968 en la construcción de uno de los grupos fundadores del Movimiento de Liberación de la Mujer, el grupo FMA - Femenino, Masculino, Futuro que en 1969 pasó a denominarse Femnismo, Marxismo Acción con Emmanuele de Lesseps, Anne Zelensky y Jacqueline Feldman-Hogasen.
Este grupo se reunió con otros (en los que participaron de Gille y Monique Wittig, Christiane Rochefort, Micha Garrigue, Margaret Stephenson) para formar el FML en agosto de 1970; en septiembre del mismo año, las mismas personas crearon un subgrupo de FML: Feministas Revolucionarias que existió hasta 1977 con largas interrupciones.
En noviembre de 1970 fundó con Anne Zelensky y otras feministas el MLA - Movimiento por la Libertad de Aborto - precursor del MLAC. Con Zelensky organizó el Manifiesto de las 343 en las que se autoinculparon por practicar abortos. Fue el comienzo de una larga campaña que culminó cuando el gobierno de Valery Giscard d'Estaing, aprobó la Ley Veil, legalizando el aborto.
En 1971 con Monique Wittig (y otras) fundaron las Gouines rouges, a partir de los grupos de debate para lesbianas.
En 1976, participó en la campaña contra la violación.
En 1977, participó en la fundación de la primera revista francesa de estudios de la mujer: Cuestions Feministes (QF) que en 1980 se refundó con el nombre de Nouvelles Questions féministes (NQF) que todavía se publica. La revista permitió la introducción entre otros temas del feminismo materialista y el concepto de género. Ambas revistas fueron fundadas con el apoyo activo de Simone de Beauvoir, quien fue redactora jefa hasta su muerte.
En 1998 junto a Sylvie Chaperon organiza el primer simposio científico sobre la obra de Simone de Beauvoir, que se celebró en París en enero de 1999 bajo el título: Cincuentenario de El segundo sexo, cuyos debates se publicaron en 2001 en un libro mismo nombre.
En el año 2001, mientras que era copresidenta de la Fundación Copernico, se planteó la denuncia de la intervención de Estados Unidos en Afganistán, y enfrentándose a la negativa de la organización para posicionarse fundó con Willy Pelletier (coordinador de Copérnico) y otros miembros de la izquierda (entre ellos Catalina Levy, Daniel Bensaid, Jacques Bidet, Annie Bidet, Nils Anderson, Henri Maler y Dominique Lévy) la Coalición internacional contra el guerre. En marzo de 2002 publicó en Le Monde Diplomatique "¿Una guerra para las mujeres afganas? Denunciando la utilización como pretexto del feminismo en temas para justificar una guerra que ella consideraba neocolonial. El 6 de abril de 2002, organizó una reunión sobre la creación del centro de detención de Guantánamo. En 2007, a raíz de sus observaciones sobre las mujeres afganas periodista Françoise Causse, autora de un libro crítico con la política francesa en Afganistán denunció su "falta de rigor" y la superficialidad de su análisis en un artículo titulado "Las peligrosas tesis de Delphy ". Sus comentarios sobre el burka afgano y las mujeres activan otras reacciones reprochándole sus "comparaciones simplistas."
Delphy considera que se produce la misma instrumentalización del feminismo en el debate sobre la prohibición del velo islámico en la escuela. Firmó dos peticiones en contra de la ley en 2003 y en 2004 participó en la creación de asociación "Colectivo de feministas por la igualdad", de la que será la primera presidenta y el grupo "Una escuela para todas / todos". Escribe extensamente sobre este tema destacando tres textos: « l’intervention contre une loi d’exclusion » (Intervención contra una ley de exclusión), « Race, caste et genre » (Raza, casta y género) y « Antisexisme ou antiracisme : un faux dilemme » "El antisexismo o el antirracismo: un falso dilema". Delphy también fue una de las firmantes de una tribuna denunciando la política adoptada por tres años por el Movimiento contra el Racismo y por la Amistad entre los Pueblos (MRAP), en su congreso del 30 de marzo y 1 de abril de 2012 en Bobigny, refiriéndose al "racismo antiblanco".
Para Christine Delphy, el debate sobre el velo islámico vinculado con la islamofobia tiene raíces antiguas: "La población árabe-musulmana está marcada como objetivo desde hace tiempo ... Este rechazo no data de ayer. Se alimenta por la arrogancia de Occidente contra el resto del mundo. En primer lugar se ha producido la colonización del norte de África por los franceses. Después Oriente Medio por franceses e ingleses, ... A continuación, se declaró la primera guerra del Golfo (1991), la guerra en Afganistán (2001) y la segunda guerra del Golfo contra Irak ( 2003). Todas estas maniobras imperialistas clásicas de los principales países frente al resto del mundo siempre se han basado en una ideología que incluye estereotipos racistas."
En 2004-2005, participó en la creación del movimiento de los Indígenas de la República para denunciar la república "racista y colonial".
En el año 2011, es una de los firmantes de un manifiesto que expresan "apoyo contra Charlie Hebdo" y que denuncian la diferencia de trato político y mediático entre un incendio provocado en el periódico por ser objetivo de radicales y el silencio hecho en otros ataques criminales, como el que ocurrió al mismo tiempo en un edificio ocupado por personas de etnia gitana que causó la muerte de uno de ellos.
El 30 de noviembre de 2015 estaba entre quienes firmaron el Llamamiento de los 58 para defender la libertad de manifestarse durante el estado de excepción decretado tras los atentados de París.

## Publicaciones

### Obras individuales
- The Main Enemy, W.R.R.C.P., London, 1977
- Por un feminismo materialista, La Sal, Barcelona, 1982
- Close to Home, biblio. & index, London, Hutchinson, & The University of Massachusetts Press, 1984
- Familiar Exploitation: A New Analysis of Marriage in Contemporary Western Societies con Diana Leonard, Oxford, Polity Press, 1992
- L'Ennemi principal (Tome 1): économie politique du patriarcat, Paris, Syllepse, 1998. (Réédité en 2009 par Syllepse, ISBN 2849501980
- L'Ennemi principal (Tome 2): penser le genre, Paris, Syllepse, Paris, 2001. (Réédité en 2009 par Syllepse, ISBN 2907993887
- Classer, dominer : qui sont les autres, Paris, La Fabrique, 2008, ISBN 978-2-913372-82-5
- Un Universalisme si particulier, Féminisme et exception française, Paris, Syllepse, 2010, ISBN 978-2-84950-264-8

### Obras colectivas
- Cinquantenaire du Deuxième sexe (dir. avec Sylvie Chaperon), Paris, Syllepse, 2001.
- Le Foulard islamique en questions, Paris, Éditions Amsterdam 2004.
- Un Troussage de domestique (dir.), Paris, Syllepse, 2011, Syllepse, ISBN 978-2-84950-328-7

### Artículos
- "Género, raza y racismo: la prohibición del velo islámico (hijab) en Francia", en la publicación del I Congreso Internacional "Derecho, Género e Igualdad. Cambios en las estructuras jurídicas androcéntricas" (coordinado por Daniela Heim y Encarna Bodelón, 2010).

- "Los desafíos actuales del feminismo"[27] Le Monde Diplomatique, mayo de 2004.
- "Parité, discrimination positive et universalisme à la française. Réflexions sur les moyens politiques d'imposer enfin l'égalité hommes-femmes"[28] (2005)
- "Antisexisme ou antirracisme? Un faux dilemme"[29] (2009).
- "Une Guerre juste pour les femmes afghanes?"[16]

## Filmografía
- Je ne suis pas féministe mais... (2015) De Florence Tissot y Sylvie Tissot. 52 minutos sobre la vida de Christine Delfpy[30]  "Yo no soy feminista, pero..." la expresión es utilizada por Christine Delphy durante una emisión en 1995 en la que participa con Simone de Beauvoir. Es la frase ritual que muchas mujeres han pronunciado alguna vez por temor a utilizar una palabra estigmatizada pero para autorizarse al expresar un deseo de igualdad. El film mezcla entrevistas filmadas e imágenes de archivo de esta militante feminista y fundadora del MLF en 1970.[8]